# サマンサアイミー
サマンサアイミーは、ファッションブランド「Samantha Thavasa」の公式アイコン。
サマンサタバサスイーツのメルシー大使として活躍している。
サマンサタバサのイベントへの出演はもちろん、ふなっしーやミッキーとの共演経験ももつ。

## プロフィール
誕生日:1月13日 毎月13日はアイミーの日
性別:くまの女の子
職業：メルシー大使
口癖:ミー
出身:東京都港区
特技:ダンス
好きな食べ物:ソフトクリーム